# Alan Kardec
Alan Kardec de Souza Pereira Junior známý jako Alan Kardec (* 12. ledna 1989, Barra Mansa, Rio de Janeiro, Brazílie) je brazilský fotbalový útočník, v současnosti hraje v brazilském celku São Paulo FC.

## Klubová kariéra
V prosinci 2009 po jednáních přestoupil z brazilského klubu CR Vasco da Gama do Benfiky Lisabon za 2,5 milionu €.

## Reprezentační kariéra
Zúčastnil se Mistrovství Jižní Ameriky U20 konaného v lednu a únoru 2009 ve Venezuele, kde Brazílie vyhrála svůj desátý titul. Kardec na turnaji vstřelil dva góly (jeden v základní skupině proti Uruguayi, porážka 2:3) a druhý ve finálové skupině proti Argentině (výhra 2:0).
V témže roce hrál i na Mistrovství světa hráčů do 20 let v Egyptě, kde skóroval čtyřikrát. Nejprve dvakrát v základní skupině proti Kostarice (výhra 5:0), poté jednou v osmifinále proti Uruguayi (výhra 3:1) a pak v semifinále opět proti Kostarice, kde zařídil vítězství 1:0. Ve finále proti Ghaně dospělo utkání do penaltového rozstřelu (0:0 po prodloužení), Kardec svůj pokus proměnil, ale Brazilci jej prohráli poměrem 3:4.